# Orlando da Costa (Schriftsteller)
Orlando da Costa (* Juli 1929 in Lourenço Marques, heute Maputo, Mosambik; † 27. Januar 2006 in Lissabon, Portugal) war ein portugiesischer Schriftsteller und kommunistischer Politiker indischer Abstammung. Als Schriftsteller war er vor allem als Romancier und Lyriker tätig. Er ist Vater des portugiesischen Spitzenpolitikers António Costa, der von 2015 bis 2024 Premierminister von Portugal war. 

## Leben und Wirken
Orlando da Costa war Goa-Katholik und entstammte einer zum Katholizismus konvertierten Brahmanenfamilie. Bis zu seinem achtzehnten Lebensjahr lebte er in Goa, das damals noch zu Portugiesisch-Indien gehörte und kam 1947 nach Lissabon, wo er der Universität Lissabon Geschichtswissenschaften und Philosophie studierte.
Er unterstützte den Präsidentschaftskandidaten Norton de Matos, galt als militantes Mitglied der Kommunistischen Partei Portugals und wurde zwischen 1950 und 1953 dreimal verhaftet, insgesamt war er rund fünf Monate im Staatsgefängnis Caxias interniert.
1951 veröffentlichte er sein erstes Buch. Einer seiner Gedichtbände verkaufte sich mehr als zehntausendmal, wurde aber wie zwei anderen und sein erster Roman O Signo da Ira von der Geheimpolizei PIDE vom Markt genommen und verboten.
Der neorealistische Schriftsteller war bis zu seinem Tod Vizepräsident des portugiesischen Schriftstellerverbandes. Außerdem war er der Vater des Politikers António Costa und des Journalisten Ricardo Costa.
Orlando da Costa starb am 27. Januar 2006 im Alter von 76 Jahren in Lissabon. Er wurde in der Basílica da Estrela in Lissabon aufgebahrt und an seiner Beerdigung nahm auch der Vorsitzende der Kommunistischen Partei Portugals, Jerónimo de Sousa, teil. Ein Gedicht von Costa wurde vorgetragen. Sein Leichnam wurde eingeäschert und auf dem Friedhof Alto de São João in Lissabon beigesetzt.

## Werk (Auswahl)
- A estrada e a Voz, 1951, Lyrik.
- Os velhos sem Fronteira, 1953, Lyrik.
- Sete odes do canto comum, 1955, Lyrik.
- O signe da Ira, 1961, Roman.
- Podem Chamar-me Euridice, 1964, Lyrik.
- Canto Civil, 1976, Lyrik.
- Os netos de Norton, 1994, Roman.
- O ultimo olhar de Manu Miranda, 2000, Roman.

## Auszeichnungen (Auswahl)
- Prémio Ricardo Malheiras, 1961.
- Prémio Literário Fundação Eça de Queiroz, 1994.